# Eterio

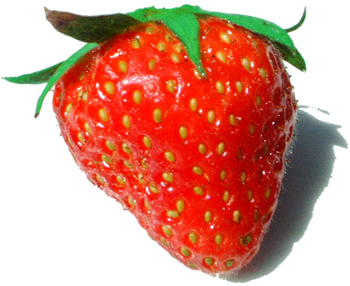
La fresa es un eterio típico

En botánica, un eterio, o conocarpo, es un receptáculo floral engrosado y carnoso, convertido en fruto, sobre el que se halla insertada una elevada cantidad de aquenios. Es por esta razón por la que se le considera también un poliaquenio. Provienen de flores apocárpicas (con carpelos independientes que forman cada uno un ovario).
El ejemplo más claro de eterio es la fresa o frutilla, pero los hay menos extremos como los frutos del género Ranunculus.
- Datos: Q4692249